# 907

## Evenimente
- 4-7 iulie: Bătălia de la Pressburg (azi Bratislava). Confruntare în care armata bavareză a fost înfrântă de către maghiarii care își apărau teritoriile.

## Nașteri
- Bertha de Suabia, regină a Burgundiei, prin căsătoria cu Rudolf al II-lea de Burgundia (d. 966)

## Decese
- Árpád, conducător al triburilor maghiare (n. 845)

- Boris I, țar al Primului Țarat Bulgar (852-889), (n. 828)

- Ismail Samani, emir samanid al Transoxianei (892 - 907) și Khorasanului din 900, (n. ?)

- Radelchis al II-lea, principe longobard de Benevento (881-900), (n. ?)